# Jevgenija Kanajevová
Jevgenija Olegovna Kanajevová  (rusky Евгения Олеговна Канаева, * 2. dubna 1990, Omsk) je ruská moderní gymnastka. Jako první žena v tomto sportu získala dvě zlaté olympijské medaile (na hrách v Pekingu v roce 2008 a o čtyři roky později na hrách v Londýně), je sedmnáctinásobná mistryně světa a mnohonásobná šampionka Evropy, mimo jiné trojnásobná vítězka mistrovství světa i mistrovství Evropy ve čtyřboji.

## Sportovní kariéra

### Do Pekingu (do roku 2008)
Pochází z Omsku, kde se narodila i její slavná předchůdkyně Irina Čaščinová. Trenérka Čaščinové Věra Štěľbaumsová vychovala i Kanajevovou. Její matka Světlana se rovněž na národní úrovni věnovala moderní gymnastice, otec Oleg byl zápasník v disciplíně řecko-římský zápas, stejně jako její bratr Jegor.
V seniorské ruské reprezentaci debutovala v roce 2007, kdy se stala mistryní světa v soutěži družstev a na mistrovství Evropy získala zlato se stuhou.
Pozici ruské jedničky si ale v konkurenci Sesinové a Kapranovové a při uvažovaném pokračování kariéry Kabajevové budovala zvolna. Když se však naděje na návrat Kabajevové rozplynuly, rychle se prosadila na předolympijském mistrovství Evropy v roce 2008 v Turíně, kde vyhrála zlato ve víceboji před tehdejší mistryní světa Ukrajinkou Bessonovovou. Na olympijských hrách v Pekingu byla suverénní a zvítězila s jasným náskokem více než tří bodů. Na konci roku ještě získala tři prvenství ve finálovém podniku světového poháru.
Na mistrovství Evropy v Baku v roce 2009 vyhrála všechna čtyři finále s náčiními, stejně suverénní byla i v září toho roku v japonském Mie, kde získala všech šest možných zlatých medailí na mistrovství světa. Pětkrát vyhrála i na univerziádě v Bělehradě.
Podruhé se stala absolutní mistryní Evropy v roce 2010 v Brémách, kde porazila o více než dva body krajanku Kondakovovou. Překvapením bylo, když na mistrovství světa v Moskvě chybovala v kvalifikaci se stuhou a nepostoupila vůbec do jejího finále a ve finálovém cvičení se švihadlem byla druhá za Kondakovovou. Dvě další finále ale vyhrála a suverénní byla opět v závěrečném čtyřboji. Stala se první gymnastkou po patnácti letech, která získala absolutní titul mistryně světa na dvou po sobě následujících šampionátech.

### Od Pekingu do Londýna (2009 až 2012)
V roce 2009 získala Kanajevová opět všech pět zlatých medailí na mistrovství Evropy v Minsku, pětkrát byla první také na Světové letní univerziádě v Bělehradě a čtyři zlaté medaile získala na Světových hrách v Kao-siungu. V září pak proběhlo mistrovství světa v moderní gymnastice v japonském Mie. Kanajevová tam získala šest zlatých medailí (čtyřboj, družstva a všechna čtyři finále s náčiními) a překonala tím o jeden titul rekord Oksany Kostinové z roku 1992. V roce 2010 se stala absolutní mistryní Evropy, obhájila absolutní titul na mistrovství světa v Moskvě a ve čtyřboji nebyla v průběhu roku ani jednou poražena.
V předolympijském roce 2011 získala opět všech šest zlatých medailí na mistrovství světa v Montpellieru, na mistrovství Evropy ale prohrála ve finále se stuhou s Běloruskou Čarkašynovou. Na závodech seriálu grand prix v Brně dosáhla jako první gymnastka absolutní známky 30 bodů podle nových pravidel.
Na začátku roku 2012, i kvůli finišující přípravě nových sestav, prohrála s Kondakovovou první čtyřboj nové sezóny na grand prix v Moskvě, záhy ale znovu začala vládnout. Potřetí v kariéře se stala absolutní mistryní Evropy (na mistrovství Evropy v ruském Nižním Novgorodu).
Na olympijských hrách v Londýně překvapila, když pokazila kvalifikační sestavu s obručí a po prvním dnu kvalifikace byla až druhá za Dmitrijevovou. Druhý den už ale zvládla spolehlivě a kvalifikaci vyhrála s náskokem 1,5 bodu. Ve finále pak byla ještě suverénnější a o 2,4 bodu získala jako první žena v historii olympijské moderní gymnastiky druhou zlatou medaili.

### Konec kariéry
Kanajevová oficiálně nevyhlásila konec kariéry, ale připustila, že už závodit nebude. Na tiskové konferenci Všeruské federace moderní gymnastiky v prosinci 2012 řekla: „Nejpravděpodobněji jsem kariéru skončila. Měla jsem na výběr pracovat jako otrok při tréninku, nebo to vyměnit za něco jiného.“ Po skončení grand prix v Moskvě v březnu 2013 nicméně prohlásila: „Mám problémy se zdravím, proto se teď léčím. Ale udělám vše, co na mně závisí, abych se vrátila. Chci se vrátit. Podívejte se na Jevgenije Pljuščenka. S umělou ploténkou v páteři chce na čtvrtou olympiádu. Já chci také.“
Poté však založila rodinu.

## Soukromý život
8. června 2013 si Kanajevová vzala za muže hokejistu Igora Musatova. V srpnu zveřejnila trenérka Kanajevové Irina Vinerová, že Kanajevová čeká potomka.